# Майкл Ґ. Коуні
Майкл Ґрейтрекс Коуні (англ. Michael Greatrex Coney, 28 вересня 1932 — 4 листопада 2005) — канадський письменник-фантаст англійського походження, найбільш відомий своїм романом «Привіт літо, й прощавай».

## Життєпис
Коуні народився в Бірмінгемі, Англія, 28 вересня 1932 року. У дорослому віці він працював бухгалтером, менеджером готелю, письменником і лісником. Він був менеджером готелю Jabberwock в Антигуа у Вест-Індії з 1969 по 1972 рік і проживав там, коли його перше професійне оповідання («Шосте почуття») було опубліковано в першому номері недовговічного науково-фантастичного журналу Vision of Tomorrow. (Бачення майбутнього) в 1969 році. У 1972 році він переїхав до Сіднея, Британська Колумбія, провівши останню половину свого життя в Канаді. З 1973 по 1989 рік він працював лісником у лісовій службі Британської Колумбії, коли вийшов на пенсію. Він помер у віці 73 років від мезотеліоми плеври, раку слизової оболонки легень, 4 листопада 2005 року у відділенні паліативної допомоги лікарні півострова Сааніч.

## Творчість
Загальним елементом у творах Коуні є те, що звичайні люди страждають від сил, які виходять за межі їхніх сил, і здебільшого ними не дуже займаються. Більшість наукової фантастики надає головним героям вищої сили або змушує їх набути її протягом історії. Коуні сатиризував це в «Герой горбистих пагорбі».
Історії також стосуються культурних проблем того часу. Його перший роман «Дзеркальне зображення» (1972) посилив акцент американського жанру часів холодної війни на самозванцях і таємних загарбниках; у цьому випадку «аморфи», яких неможливо відрізнити від земних, самі впевнені, що вони люди.
Після першої групи антиутопічних історій Коуні почав змінювати свої теми. Дія його пізніших робіт «Небесний паротяг» і «Боги великого шляху» майже могла б відбуватися на трансфігурованому острові Ванкувер.
Ще одна тема Коуні стосується малих ізольованих спільнот, як-от у книгах «Герой горбистих пагорбів», «Діти зими» та «Гном Фанг». У «Сигізії» жителі маленького містечка, відносно нещодавнього поселення на чужій планеті, намагаються вижити через приховані небезпеки екосистеми планети; в «Бронтомек!» ті самі герої кілька років потому стикаються з цілком людською загрозою.
Інша перспектива бачиться в його «Привіт літо, й прощавай», пригодницькій таємниці серед людей, які не зовсім люди, на планеті, схожій на Землю, але зі значними відмінностями. Загальновизнано, що це його найкращий роман. «Я пам'ятаю Паллахаксі», раніше опубліковане вперше російською продовження «Привіт літо, й прощавай», було видане мовою оригіналу посмертно в 2007 році.
«Бронтомех!» отримав нагороду Британської асоціації наукової фантастики за найкращий роман 1976 року. У 1995 році він був номінований на премію «Неб'юла» за роман «Чай і хом'яки».
«Небесний паротяг» і «Боги Великого» — це дві частини однієї історії, «Кіт Каріна», «Гном Фанг» і «Король острова зі скіпетромe» — це незалежні історії в одному всесвіті. «Бронтомех!» дія відбувається в тому ж світі, що й «Сигізія» (і має багато тих самих персонажів), а також дещо асоціюється з «Дзеркальний образ» і «Харизма».

## Художня література

### Романи
- «Дзеркальний образ» (англ. «Mirror_Image»), 1972)
- «Сизигія», або Дріжжання (англ. «Syzygy»), 1973)
- «Друзі грають у скриню» (англ. «Friends Come in Boxes», 1973)
- «Герой горбистих доріг» (англ. «The Hero of Downways»), 1973)
- «Діти зими» (англ. «Syzygy»), 1974)
- «Монітор, знайдений на орбіті» (англ. «Monitor Found in Orbit»), 1974) (збірка оповідань)
- «Щелепи, що кусають, кігті, що ловлять» (англ. «The Jaws that Bite, the Claws that Catch», 1974; британська назва «Дівчина з симфонією в пальцях» (англ. «The Girl with a Symphony in her Fingers»)
- «Привіт, літо й прощавай» (англ. «Hello Summer, Goodbye», британська назва, також відомий як «Рекс» (англ. «Rax») у США та «Приплив Паралагаксі» (англ. «Pallahaxi»)у Канаді; 1975)
- «Харизма» (англ. «Syzygy»), 1975)
- «Бронтомех!» (англ. «Brontomek!»), 1976)
- «Останні хащі» ((англ. «The Ultimate Jungle», 1979)
- «Котел Нептуна» (англ. «Neptune's Cauldron», 1981)
- «Кішка Карина» (англ. «Cat Karina», 1982)
- «Небесний паротяг» (англ. «The Celestial Steam Locomotive», 1983)
- «Боги Великого» (англ. «Gods of the Greataway», 1984)
- «Ікло, гном» (англ. «Fang, the Gnome», 1988)
- «Король острова зі скіпетром» (англ. «King of the Scepter'd Isle», 1989)
- «Кішка на ім'я Сабріна» (англ. «A Tomcat Called Sabrina»), 1992)
- «Немає місця для селіона» (англ. «No Place for a Sealion»), 1992
- «Я пам'ятаю Паллагаксі» (англ. «I Remember Pallahaxi»), 2007; продовження роману «Привіт, літо, й прощавай» — англійською й опубліковано посмертно)
- «Квітка Горонви» ((англ. «Flower of Goronwy»), 2014; опубліковано посмертно)

## Нехудожня література
- «Лісовий рейнджер, привіт!», Porthole Press, Sidney BC, 1983.
- «Лісова пригода: путівник до Музею лісу Британської Колумбії». Автори Грей Кемпбелл і Майкл Коні. Porthole Press, Sidney BC, 1985.
- Премія Британської асоціації наукової фантастики 1977 року за «Бронтомек»!
- Номінація Best Novelette Nebula Award 1995 — «Чай і хом'яки»
- 5 номінацій на премію Prix Aurora